# Porsche Tennis Grand Prix 1996
Porsche Tennis Grand Prix 1996 — жіночий тенісний турнір, що проходив на закритих кортах з твердим покриттям Filderstadt Tennis Centre у Фільдерштадті (Німеччина). Належав до турнірів 2-ї категорії в рамках Туру WTA 1996. Відбувсь удев'ятнадцяте і тривав з 7 до 13 жовтня 1996 року. Восьма сіяна Мартіна Хінгіс здобула титул в одиночному розряді.

## Фінальна частина

### Одиночний розряд
Мартіна Хінгіс —  Анке Губер 6–2, 3–6, 6–3
- Для Хінгіс це був 1-й титул в одиночному розряді за сезон і за кар'єру.

### Парний розряд
Ніколь Арендт /  Яна Новотна —  Мартіна Хінгіс /  Гелена Сукова 6–2, 6–3
- Для Арендт це був 2-й титул за сезон і 9-й — за кар'єру. Для Новотної це був 7-й титул за сезон і 73-й — за кар'єру.